# Parafia św. Jacka w Gliwicach
Parafia św. Jacka w Gliwicach – rzymskokatolicka parafia w Gliwicach w dzielnicy Sośnica, należy do dekanatu Gliwice-Sośnica w diecezji gliwickiej. Co roku w muszli koncertowej należącej do parafii odbywa się Ogólnopolski Festiwal Piosenki Religijnej "Cantate Deo".

## Ulice należące do parafii
Dzionkarzy, Jedności, Jesienna, Kasprowicza 41, 44, 44a, Św. Michała, Młodego Górnika, Młodopolska, Młodzieżowa, Pogodna, Przedwiośnie, Przyszłości, Tylna, Wielicka 48, 50, 52, Wiślana, Wschodnia, Żeromskiego

## Cmentarze
Cmentarz parafialny, należący do parafii NMP Wspomożenie Wiernych przy ul. Cmentarnej.

## Księgi metrykalne
Parafia prowadzi księgi chrztów, ślubów i zgonów od 1.06.2003 roku